# Peronistowskie Siły Zbrojne

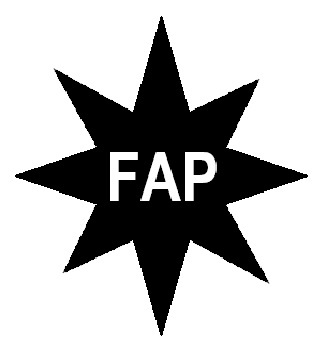
Logo Peronistowskich Sił Zbrojnych

Peronistowskie Siły Zbrojne (hiszp. Fuerzas Armadas Peronistas, FAP) – grupa miejskiej partyzantki z Argentyny.

## Historia
Utworzone w 1967 lub 1968 roku. Twórcy FAP byli rozłamowcami z organizacji Juventud Peronista. Działacze Peronistowskich Sił Zbrojnych mieli na koncie zamachy terrorystyczne. Członkowie grupy atakowali głównie obiekty zagranicznych korporacji. Działalność FAP zanikła w latach 70. 
Przywódcą formacji był Envar El Kadri.

## Ideologia
Były grupą lewicowych peronistów.